# Hit Album
Hit Album è un album rarità del gruppo inglese Status Quo, uscito nel 1987.

## Il disco
Pubblicato sulla scia del grande successo commerciale ottenuto dal recente album In the Army Now, il disco è una vera e propria antologia dei maggiori successi ottenuti dalla band britannica tra il 1972 al 1986.
Non contiene inediti.

## Tracce
1. In the Army Now – 4:41 – (Bolland/Bolland)
2. What You're Proposing – 4:13 – (Rossi/Frost)
3. Rockin' All Over the World – 3:37 – (Fogerty)
4. Don't Drive my Car - 4:12 (Parfitt/Bown)
5. Rollin' Home – 4:24 – (David)
6. Living on an Island – 3:54 – (Parfitt/Young)
7. Lies – 3:56 – (Rossi/Frost)
8. Something 'Bout You Baby I Like – 2:48 – (Supa)
9. Whatever You Want – 4:03 – (Parfitt/Bown)
10. Break the Rules – 3:37 – (Rossi/Young/Parfitt/Lancaster/Coghlan)
11. Down Down – 3:53 – (Rossi/Young)
12. Rock'n'Roll – 4:04 – (Rossi/Frost)
13. Roll Over Lay Down – 5:41 – (Rossi/Young/Parfitt/Lancaster/Coghlan)
14. Paper Plane – 2:56 – (Rossi/Young)
15. Dear John  - 3:11 – (Gustafson/Macaulay)
16. Caroline (Live at the NEC) – 4:58 – (Rossi/Young)

## Formazione
- Francis Rossi (chitarra solista, voce)
- Rick Parfitt (chitarra ritmica, voce)
- Alan Lancaster (basso, voce)
- John Coghlan (percussioni)
- Pete Kircher (percussioni)
- Andy Bown (tastiere)

### Altri musicisti
- Bernie Frost (cori)